# 黄塘乡
黄塘乡，是中华人民共和国湖南省邵陽市邵阳县下辖的一个乡镇级行政单位。

## 行政区划
黄塘乡下辖以下地区：
蛇湾村、檀政村、松合村、横冲村、牛牯坪村、塘仁村、陡水村、夏四村、石牛村、金桃村、双杏村、芦山村、大王村、鱼鳞村、黄塘村、小水村、石梅村、峦山村、合星村和村级园艺场。